# Magura Sadar
Magura Sadar è un sottodistretto (upazila) del Bangladesh situato nel distretto di Magura, divisione di Khulna. Si estende su una superficie di 406,5 km² e conta una popolazione di 380.107  abitanti (dato censimento 2011).

## Villaggi
- Payari